# 2014年ソチオリンピックのモナコ選手団
2014年ソチオリンピックのモナコ選手団（2014ねんソチオリンピックのモナコせんしゅだん）は、2014年2月7日から23日までロシアのソチで開催されたソチオリンピックモナコ選手団の名簿。

## 選手団
- 人員: 選手 5人
- 開会式旗手: オリヴィエ・ジュノ

## アルペンスキー
- アルノ・アレッサンドリア

男子複合 (途中棄権)
男子スーパー大回転 (途中棄権)
- オリヴィエ・ジュノ

男子複合 (28位、2:55.82)
男子大回転 (途中棄権)
男子回転 (途中棄権)
男子スーパー大回転 (35位、1:22.20)
- アレクサンドラ・コレッティ

女子複合 (途中棄権)
女子滑降 (途中棄権)

## ボブスレー
- パトリス・セルヴェル、セバスチャン・ガットゥーソ

男子2人乗り (21位、2:52.60)